# 石高
石高是日本幕府時代用以表示土地生產力的一種制度，又稱石高制，舉凡稅貢、勞務、軍役等對政府的義務皆依據石高的多寡來課徵。江戶時代石高最高的幾位藩主被定義為雄藩。此制度始自1582年豐臣秀吉所實施的太閤檢地，直到明治維新後於1873年（明治六年）所實施的地租改正止。

## 簡介
石高的計算是以公定的土地預估生產量〈石盛〉乘以面積而得的，以石為單位。在土地為主要財富象徵的農業時代，石高就代表了所擁有的財產，而地主與士族階層之下的受薪階層俸祿也沿用石高來表示。
石高又分表高及內高兩種。表高是指幕府所公布的公定石高，內高則是實際收穫的石高。表高與內高的差距除了會因豐年荒年而不同之外，隨著各地後來開墾發展程度的差異，不少地方的表高與內高也存在著逐漸乖離的現象。另外除少數地中海型氣候〈如瀨戶內海〉的地區外，均無法種植較高產且不吃地力的占城稻，故中間有很大的差異，甚至超過兩倍的產量。另外雜糧、水產、礦產亦計算在內，比如石見銀山就相當五十萬石。
在中國一石米相當於一个成年人一年的食米量，但日本在明治維新地租改正以前一石僅約重二十至三十公斤，因此在軍事上一石也就相當於能夠屯養一個士兵的能力。從這個角度來看，石高的多寡不但是財富的象徵，也可視為領主所能動員的兵力。依照江戶時代的軍役令規定，大名的軍役義務為石高乘以年貢率，因此表高一萬石的大名約有動員兩百五十至三百人兵力的義務。
知行一百石 = 稻穀一百俵 = 現米卅五石 = 二十人扶持 = 金卅五兩 = 銀一百兩 = 銅錢一百貫。若以江戶年代知行取「公四民六」計算，知行一萬石約徵稻穀四千俵 = 約五十二點五公斤穀乘以四千 = 現米七萬三千五百公斤 = 現米一千四百石 = 八百人扶持〈成人每年食米量〉 = 黃金一千四百兩 = 白銀四千兩 = 銅錢四千貫 = 四百萬枚永樂通寶。扣掉兵役或工役的支出，大名所剩不多。
- 一坪田約產稻穀一升，三百坪〈一段，約相當於臺灣的零點一甲田地〉則有三百升稻穀，上等田差不多一百五十升玄米〈一石五斗糙米〉，三石二割引後以一點二石計算，每年一穫，戰國及江戶初期一石等於五十二點五公斤，若戰時完全以米作主食需要一百二十公斤，差不多要二點四石一人的軍糧，再加上扶持兩人以上軍眷〈有些大名實報實銷〉，一名職業足輕最少需要四至五石以上的開銷。一個境內只有上好稻田收入，知行萬石的大名約支配八百三十四公頃〈公頃約相當於臺灣的一甲田地，下田則有一千甲左右〉、成年領民約四千人的私人莊園。十六世紀末日本有耕地一百五十萬町步，每町步約一點二公頃，後因萬曆朝鮮之役，掠奪犁等大量農具，及大量蒙古馬作為使役及改良日本馬之用，十八世紀中葉日本的可耕地已經達三百萬町步〈此時每町步縮小為一公頃左右，數字增加一倍，但面積增加百分之五十左右〉，明治開放鎖國政策，再引進西歐的水利農耕及工業技術。耕地達四百五十萬町步以上。整體石高在三、四百年間倍增一倍多。

- 貫高則是每二段〈二分田〉水田徵收五百文〈半俵稻穀、一百二十五枚永樂錢〉、旱田收取一百五十至兩百文；那麼貫高一百貫的蜂須賀正勝家有四百段水田，相當於石高制近五百石；前田利家族貫高兩千的土豪，在織田信長未發跡前，已經相當後來的萬石大名。竹中半兵衛家族則領有六千貫知行，相當後來的三萬石大名。〈前田利家當筆頭赤母衣眾時為五十貫、秀吉當足輕組頭為五十貫、城主時為六百貫。〉

- 飲食習慣未改變前，中華民國國軍每人每日配給五百四十克米，每年約一百九十七公斤，另外麵粉五十二點五公斤每年，黃豆十一公斤每年，油鹽碳另計，不含眷屬補助僅供個人部隊裡食用。北韓從一九五七年開始實行糧食配給制。規定一般勞動者的口糧定量為每天七百克，軍人八百克，老人五百克。台灣民眾食米量由民國七十年的九十九公斤，因飲食習慣改變方下降到九十七年的四十八公斤〈肉類、麵粉類等增加〉，若以現在的標準來看過去說一石是一成年人的食米量來看是不準確的，亦不可能以一石稻穀去屯養一名士兵〈每日低於五百克或每年低於一百八十公斤糧食，熱量不足〉，又不去計算副食與扶持眷補。

## 比較
中世紀歐洲的歐洲封建制度裡，佔人口多數的「有土地農奴」，多半領有三十英畝的農地，相當於十二點五臺甲，約等於石高一百二十五面積土地，與日本的農民兵〈足輕〉同樣負有勞役或兵役的責任。而在日本石高一百二十五則已經是下級武士的待遇，因此比起歐洲騎士而言，日本武士生活非常清苦，有著歐洲農奴的經濟條件卻負有歐洲騎士相同準備武器、裝備和修練武藝的責任。也因此超過九成的下級武士僅能使用以皮、竹、籐為材料的盔甲，和劣質的「束打刀」作為武器裝備。

## 日本戰國時代以石高計算的軍役
- 二百石級的軍役〈約四十貫文〉：鎧武者一人、槍持一人、馬伕一人、甲冑持一人、小荷駄一人，草履取一人；隨員共六人

- 四百石級的軍役〈約八十貫文〉：鎧武者二人、草履取一人、小荷駄二人、甲冑持一人、槍持一人、挟箱持一人、馬伕一人；隨員共九人〈山內一豐在秀吉的長濱城因功被封的等級〉

- 五百石級的軍役〈約百貫文〉：鎧武者二人、甲冑持一人、槍持一人、馬伕二人、小荷駄二人、草履取一人、挟箱持一人、立弓一人；隨員共十一人〈蜂須賀正勝在木下藤吉郎還是草履取時的等級，武田晴信曾以一百貫招募素浪人山本勘助〉

- 千石級的軍役〈約二百貫文〉：鎧武者五人、立弓一人、鐵砲一人、槍持二人、甲冑持二人、草履取一人、長刀持一人、挟箱持二人、馬伕二人、押足輕一人、沓箱持一人〈主公戰鬥用毛靴箱〉、小荷駄二人；隨員計二十一人。

- 五千石級的軍役〈約千貫文〉：騎馬武者五人、五騎的馬伕五人、槍持五人、具足持五人、小者五人、若黨五人、數弓三人、箭箱持二人、鐵砲五人、彈藥箱持二人、槍持十人、手替三人、旗差六人、鎧武者九人、馬印持三人、主公馬的馬伕四人、挟箱持四人、草履取一人、茶弁当持一人〈挑整套茶具〉、坊主一人〈負責泡茶〉、甲冑櫃持四人、立弓一人、手筒一人、長刀持一人、雨具持一人、長持一棹四人〈挑夫〉、沓箱持二人、押足輕四人、小荷駄五人；隨員合計一百零七人。

- 一萬石的軍役〈約二千貫文〉：騎馬武者十人、鎧武者十六人、十騎的馬伕十人、若黨十人、槍持十人、具足持十人、手替五人、小者六人、數弓十人、手替三人、鐵砲二十人、手替五人、槍持三十人、手替十二人、旗差九人、宰領一人、立弓二人、手筒二人、手替一人、長刀二人、甲冑櫃持四人、雨具持二人、草履取一人、馬伕六人、沓箱持三人、手替一人、押足軽六人、箭箱持二人、彈藥箱持二人、馬印持三人、宰領一人、小馬印持二人、挟箱持四人、簑箱持〈雨具〉二人、茶弁当一人、坊主一人、長持二倬八人、宰領二人、小荷駄十人；隨員計二百三十五人。〈前田利家家族最早即二千貫等級，真田幸隆最初在武田家同樣這等級〉

以上軍役只會增加不會減少，最低的場合。兵種也可能更動。

## 日本江戶時代各大所領別石高
| 所領別                                                            | 石高 (石)  | 割合 (%) |
| ----------------------------------------------------------------- | ---------- | -------- |
| 禁裏仙洞御料 (皇室御領)                                           | 40,247     | 0.1      |
| 御料所高 (天領)                                                   | 4,191,123  | 13.7     |
| 万石以上總高 (大名領)                                             | 22,499,497 | 73.6     |
| 寺社御朱印地 (寺社領)                                             | 294,491    | 1.0      |
| 高家並交替寄合                                                    | 179,482    | 0.6      |
| 公家眾家領寺社除之分 (公家領)、 万石以下拜領高並込高之分 (旗本領) | 3,354,077  | 11.0     |
| 六拾余州並琉球國共                                                | 30,558,917 | 100.0    |

## 另見
- 石 (容量單位)